# Eta Canis Majoris
Eta Canis Majoris ili tradicionalno Aludra (drugi nazivi η CMa, η Canis Majoris) je zvezda i sazvežđu Veliki pas. Od 1943. spektar ove zvezde koristio je kao poredbeni spektar pomoću koga su se klasifikovale druge zvezde.

## Ime
Tradicionalan naziv za ovu zvezdu, Aludra, potiče iz arapskog عذرا što znači "devica". Aludra u različitim narodima često dobija drugačije tradicionalno ime iz mitologije tog naroda. U Kini, ovu zvezdu zovu 弧矢二 što bi u prevodu značilo "luk i strela".

## Specifikacije
Aludra je od Zemlje udaljena 2000 svetlosnih godina. Spektralna klasa ove zvezde po Harvardskoj spektralnoj klasifikaciji je B, plavo-bele boje je sa temperaturom od 15 000 K na površini. Od Sunca je sjajnija 176 000 puta i 80 puta veća. Aludra se trenutno nalazi na glavnom nizu na HR dijagramu i ima dovoljno veliku masu da jednog dana eksplodira u supernovu.
Spada u promenljive zvezde i njena magnituda varira od 2.38 do 2.48 svakih 4.7 dana. Apsolutna magnituda iznosi -7.